# Uzbekistan ai Giochi olimpici
L'Uzbekistan ha partecipato per la prima volta ai Giochi olimpici nel 1994, e da allora ha preso parte a tutte le edizioni dei Giochi.
I suoi atleti hanno vinto 52 medaglie, una sola delle quali (la prima in assoluto) nelle edizioni invernali.
Il Comitato Olimpico Nazionale della Repubblica dell'Uzbekistan, fondato nel 1992, venne riconosciuto dal CIO nel 1993.

## Medagliere storico

### Giochi estivi
| Giochi              | Oro | Argento | Bronzo | Totale |
| ------------------- | --- | ------- | ------ | ------ |
| 1996 Atlanta        | 0   | 1       | 1      | 2      |
| 2000 Sydney         | 1   | 1       | 2      | 4      |
| 2004 Atene          | 2   | 1       | 2      | 5      |
| 2008 Pechino        | 0   | 1       | 3      | 4      |
| 2012 Londra         | 1   | 0       | 2      | 3      |
| 2016 Rio de Janeiro | 4   | 2       | 7      | 13     |
| 2020 Tokyo          | 3   | 0       | 2      | 5      |
| 2024 Parigi         | 8   | 2       | 3      | 13     |
| Totale              | 18  | 8       | 23     | 49     |

### Giochi invernali
| Giochi              | Oro | Argento | Bronzo | Totale |
| ------------------- | --- | ------- | ------ | ------ |
| 1994 Lillehammer    | 1   | 0       | 0      | 1      |
| 1998 Nagano         | 0   | 0       | 0      | 0      |
| 2002 Salt Lake City | 0   | 0       | 0      | 0      |
| 2006 Torino         | 0   | 0       | 0      | 0      |
| 2010 Vancouver      | 0   | 0       | 0      | 0      |
| 2014 Sochi          | 0   | 0       | 0      | 0      |
| 2018 PyeongChang    | 0   | 0       | 0      | 0      |
| 2022 Pechino        | 0   | 0       | 0      | 0      |
| Totale              | 1   | 0       | 0      | 1      |

## Medagliere per sport

### Olimpiadi estive
| Sports            | Oro | Argento | Bronzo | Totale |
| ----------------- | --- | ------- | ------ | ------ |
| Lotta             | 3   | 2       | 5      | 10     |
| Pugilato          | 10  | 2       | 8      | 20     |
| Sollevamento pesi | 2   | 1       | 1      | 4      |
| Taekwondo         | 2   | 1       | 0      | 3      |
| Judo              | 1   | 2       | 7      | 10     |
| Ginnastica        | 0   | 0       | 2      | 2      |

### Olimpiadi invernali
| Sports    | Oro | Argento | Bronzo | Totale |
| --------- | --- | ------- | ------ | ------ |
| Freestyle | 1   | 0       | 0      | 1      |